# Crystal LaBeija
Crystal LaBeija fue una mujer transgénero y afroamericana, conocida por ser una drag queen de Manhattan que fundó la House of LaBeija en 1977. A menudo se le atribuye a su Casa el inicio del sistema de casas de la cultura ball para los jóvenes racializados LGBT+ sin hogar, donde los padres y madres (generalmente hombres negros gais y mujeres trans) se convierten en una figura materna que brinda amor, apoyo y alivio al mismo tiempo que proporciona confianza para los balls y el mundo exterior.

## Carrera
LaBeija originalmente trabajó y compitió en el circuito de drag de Manhattan bajo el nombre de Crystal LaAsia, antes de cambiar su nombre a LaBeija mientras las reinas latinas seguían llamándola La Belleza.
En las décadas de 1960 y 1970, se esperaba que las drag queens de color blanquearan su apariencia para mejorar sus posibilidades de ganar competencias y, a menudo, se enfrentaban a entornos racistas. LaBeija fue una de las pocas drag queens afroamericanas en recibir el título de "Reina del baile" en un drag ball organizado por blancos durante esta época. En 1967, fue coronada Miss Manhattan.
Posteriormente, LaBeija compitió en el concurso de belleza Miss All-America Camp de 1967 celebrado en el Ayuntamiento de la ciudad de Nueva York, una competencia documentada en The Queen (1968). En una escena hacia el final del documental, LaBeija, molesta con el racismo percibido de los ballroom blancos, acusó a la organizadora del certamen Flawless Sabrina de manipular el juicio a favor de una reina blanca, Rachel Harlow.
Negándose a participar más en un sistema discriminatorio, LaBeija trabajó con otra drag queen negra, Lottie LaBeija, para organizar un baile solo para las reinas negras. Ella accedió a participar en el evento siempre que fuera destacada en el ball. Este evento, el primero en ser organizado por una casa, se tituló "Crystal & Lottie LaBeija presenta el primer baile anual de House of Labeija en Up the Downstairs Case en West 115th Street y 5th Avenue en Harlem, NY" y tuvo lugar en 1972. Fue la primera vez que se utilizó el término "Casa", acuñado por LaBeija para comercializar el evento, que sería un gran éxito.
LaBeija continuó trabajando como artista drag y activista durante las décadas de 1970 y 1980. La primera experiencia de RuPaul de una actuación drag fue ver a LaBeija realizar una rutina de sincronización de labios en un club nocturno de Atlanta en 1979.
LaBeija murió de insuficiencia hepática en 1982.

## Legado
El discurso icónico de LaBeija sobre la discriminación racial en la cultura queer en The Queen continúa resonando en la cultura queer. Aja lo aprovechó en su actuación como LaBeija como parte del Snatch Game en RuPaul's Drag Race: All Stars en 2018, mientras que el músico Frank Ocean lo probó en una pista de 2016.
A partir de 2019 la Casa homónima fundada por LaBeija todavía existe.
Pepper LaBeija fue su sucesor como madre de la casa. La madre actual de la House of LaBeija es Kia LaBeija.
En junio de 2019, LaBeija fue una de los cincuenta primeros "héroes y pioneros" estadounidenses incluidos en el Muro de Honor Nacional LGBTQ dentro del Monumento Nacional Stonewall (SNM) en el Stonewall Inn de la ciudad de Nueva York.
El SNM es el primer monumento nacional de Estados Unidos dedicado a los derechos y la historia LGBTQ, y la inauguración del muro estaba programada para tener lugar durante el 50 aniversario de los disturbios de Stonewall.

## Filmografía
- The Queen (1968)